# Habkő

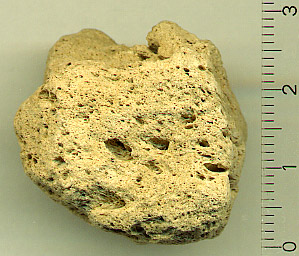
Erősen lyukacsos habkődarab a Teide vulkánból. Tenerife, Kanári-Szigetek. A minta sűrűsége körülbelül 0,25 g/cm^{3} (a méretarány centiméterben).

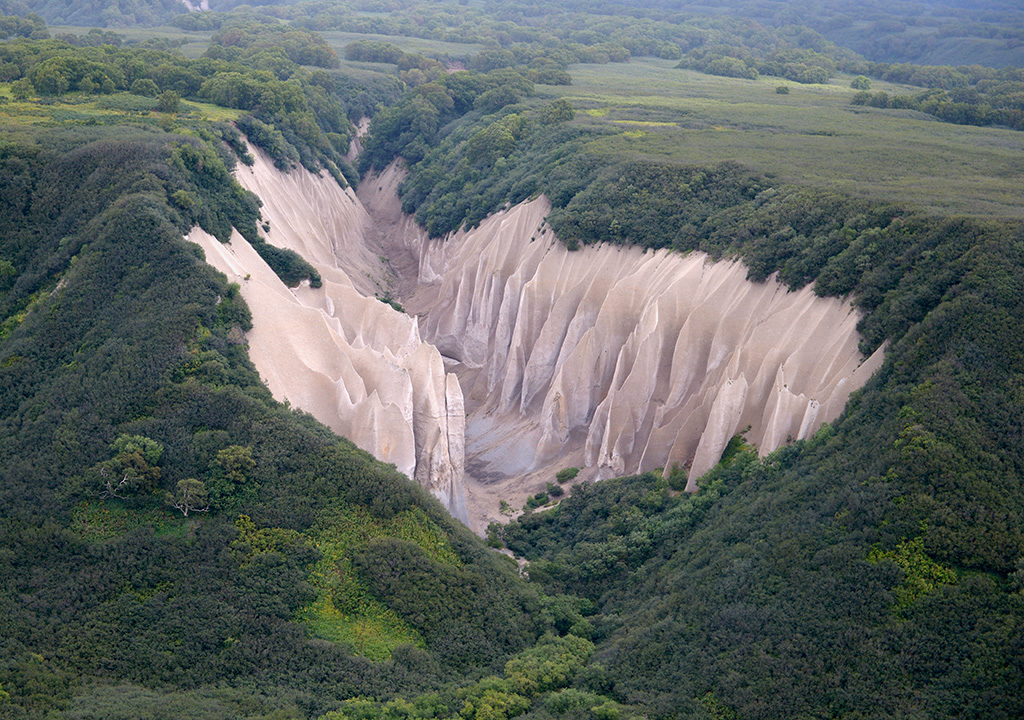
Kutyhini Bati, habkőhegy-képződmények Oroszország távol-keleti részén, a Kamcsatka déli csúcsának a közelében

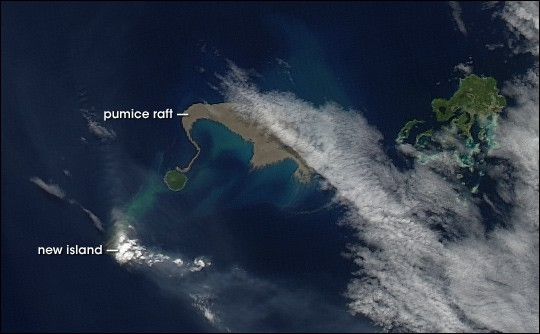
Habkő-tutaj a Tonga-szigetek mellett (a NASA Earth Observatory felvétele)

A habkő vagy horzsakő a vulkanikus kőzetek egyike, erősen hólyagüreges, likacsos, durva szerkezetű vulkáni üveg, ami tartalmazhat kristályokat is. Általában világos színű. Hasonlít hozzá egy másik hólyagos, lyukacsos vulkanikus kőzet, a bazalt egyik fajtája, a szkória, amely abban tér el a habkőtől, hogy nagyobbak a likacsai, vastagabbak a hólyagfalai, sűrűbb és sötét színű.
Horzsakő olyankor keletkezik, amikor a magmás robbanásos vulkáni működés során a nagyon forró, nagy nyomású anyag hirtelen kirepül a tűzhányóból. A habkő szokatlanul likacsos szerkezete azért alakul ki, mert egyidejű a felszínre jutó anyag gyors lehűlése és a gyors túlnyomáscsökkenés. A túlnyomáscsökkenés következtében gázbuborékok jönnek létre azáltal, hogy csökken a lávában az oldott gázok oldhatósága (például a vízgőz és a szén-dioxid), így a gázok gyorsan kiszabadulnak (hasonló jelenség figyelhető meg a szénsavas üdítők kibontásakor, amely során széndioxid-buborékok jelennek meg a palackban). A hirtelen hűlés a megszilárduló lávába fagyasztja a túlnyomáscsökkenés miatt keletkezett gázbuborékokat, és kialakul a likacsos szerkezetű kőzet. A vízalatti vulkánkitörésekkor a lehűlés gyorsabb, mint a levegőn, nagy mennyiségű habkő jön létre és kerülhet a vízfelszínre; mivel a kőzetbe zárt gázok miatt a fajsúlya kisebb a víznél, ezért a kőzet ott nagy kőzet-tutajként úszhat, ami veszélyt jelenthet a hajózásra, főleg a teherszállító hajókra.

## Külső hivatkozások
- Vulkáni kőzetek
- Habkő (fénykép), University of Oxford. Archiválva 2020. július 26-i dátummal a Wayback Machine-ben Hozzáférés ideje: 2010-09-27.
- Habkő a görög partoknál
- Egy habkő-gazdag réteg a holocén rétegekben nyugat Peloponnészoszon, Jón-Tenger, Görögország. Geomorfológiai, geokémiai megközelítés.

## Fordítás
- Ez a szócikk részben vagy egészben  a   Pumice című angol Wikipédia-szócikk ezen változatának fordításán alapul.  Az eredeti cikk szerkesztőit annak laptörténete sorolja fel. Ez a jelzés csupán a megfogalmazás eredetét és a szerzői jogokat jelzi, nem szolgál a cikkben szereplő információk forrásmegjelöléseként.